# Carl Meinhof

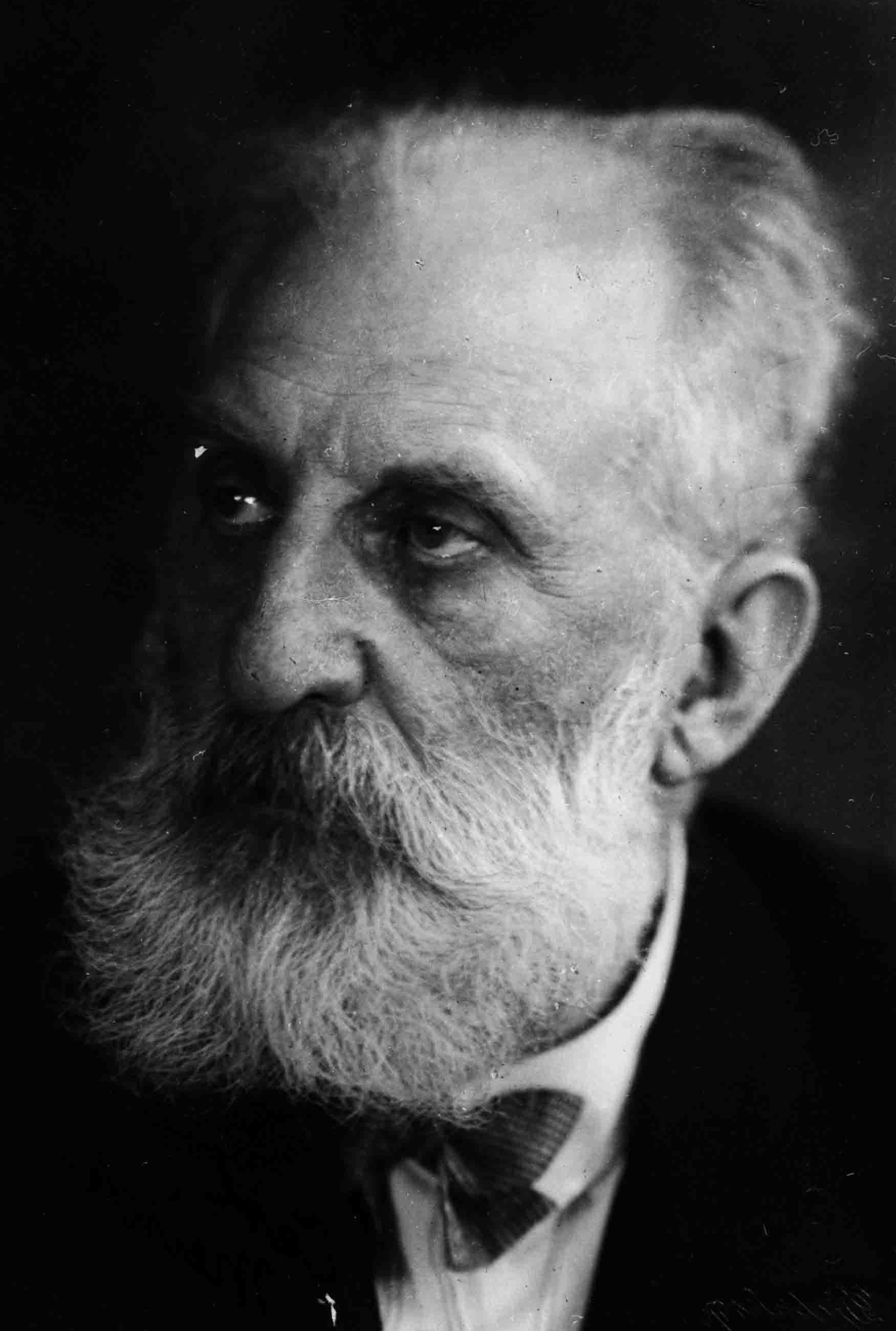
Carl Meinhof, undatierte Aufnahme

Carl Friedrich Michael Meinhof (* 23. Juli 1857 in Barzwitz bei Rügenwalde in Hinterpommern; † 11. Februar 1944 in Greifswald) war ein evangelischer Pastor und Afrikanist.
Carl Meinhof wurde 1919 an der Universität Hamburg Inhaber des ersten Lehrstuhls für Afrikanistik in Deutschland. Meinhof war vorher als Sprachlehrer am Seminar für Orientalische Sprachen in Berlin und am Hamburgischen Kolonialinstitut tätig. 1936 wurde er emeritiert.

## Leben

Carl Meinhof als Student

Carl Meinhof war ein Sohn des Pfarrers und Erweckungspredigers Friedrich Meinhof (1800–1881) und seiner dritten Ehefrau Clara Christiane Giesebrecht (1819–1893). Er studierte an den Universitäten in Erlangen und Greifswald evangelische Theologie. Dort wurde er Mitglied des Erlanger und Greifswalder Wingolf. Anschließend setzte er seine Studien in Tübingen fort. 1886 wurde er Pastor in Zizow, einem pommerschen Dorf in der Nähe von Rügenwalde, wo er bis 1903 amtierte.
In seiner freien Zeit beschäftigte er sich mit philologischen Studien. Durch Zufall bekam er über ein benachbartes Rittergut Kontakt mit afrikanischen Sprachen: Er sollte einem dort lebenden Duala-Jungen Deutschunterricht erteilen.
Als Lehrer afrikanischer Sprachen ging Meinhof 1903 an das Seminar für Orientalische Sprachen, das Kolonialbeamten, -offizieren und Handelsreisen Sprachkenntnisse für das deutsche Kolonialreich vermittelte. 1905 wurde ihm der Professorentitel verliehen. Er wechselte 1909 als Professor für afrikanische Sprachen an das Kolonialinstitut in Hamburg, wo er zudem als Direktor das Seminar für Kolonialsprachen leitete. Nach dem Ersten Weltkrieg ging das Kolonialinstitut 1919 in der neu gegründeten Universität Hamburg auf und Meinhof wurde als ordentlicher Professor auf den ersten Lehrstuhl für Afrikanische Sprachen berufen. Diesen hatte er bis zu seiner Emeritierung 1936 – mit 79 Jahren – inne. Seine Nachfolge trat August Klingenheben an.
Meinhof war von 1882 bis 1894 verheiratet mit Elly Heyer (1858–1894) und von 1895 bis zu seinem Tod 1944 mit Anna Kloss (1866–1944). Meinhof hatte insgesamt zwölf Kinder, deren drei frühzeitig verstarben. Er wurde auf dem Ohlsdorfer Friedhof in Hamburg beerdigt.
Im Mai 1933 wurde Meinhof Mitglied der NSDAP. Im November 1933 unterzeichnete er das Bekenntnis der deutschen Professoren zu Adolf Hitler.

## Wissenschaftliche Arbeit
Eine der wichtigsten Arbeiten Meinhofs war eine vergleichende Grammatik der Bantusprachen. Ausgehend von den Pionierarbeiten von Wilhelm Bleek erarbeitete er eine systematische Erfassung und Erforschung afrikanischer Sprachen und Überlieferungen. Er nahm beispielsweise schon im Jahre 1902 in Tansania traditionelle afrikanische Musik mit einem Phonographen auf und gab auch Sammlungen afrikanischer Märchen heraus.
Meinhof entwickelte die sprachwissenschaftliche Hamitentheorie weiter, der zufolge die hellhäutigeren nordafrikanischen Völker und deren Nachkommen eine innerhalb Afrikas höherentwickelte „Herrenrasse“ darstellen. Er versuchte insbesondere nachzuweisen, dass die Bantu-Völker aus einer Verschmelzung von hamitischen und nichthamitischen afrikanischen Völkern hervorgegangen seien. Ebenso seien die „Hottentotten“ (Nama) aus einer Verschmelzung von Hamiten und „Buschmännern“ (San) entstanden.
Meinhof verstand die Afrikanistik nicht nur als Philologie und Linguistik der afrikanischen Sprachen, sondern befasste sich auch mit Religion, Dichtung, Recht und Wirtschaft afrikanischer Völker. Er initiierte 1910 die Zeitschrift für Kolonialsprachen, aus der 1951 die Fachzeitschrift Afrika und Übersee hervorging. Meinhof begründete die sprachhistorisch ausgerichtete „Hamburger Schule“, die in der Bantuistik eine dominierende Rolle hatte. Zu seinen akademischen Schülern gehörten August Klingenheben, Johannes Lukas, Emmi Kähler-Meyer und Ernst Dammann.

## Ehrungen
Im Jahr 1939 wurde ihm die Goethe-Medaille für Kunst und Wissenschaft verliehen.

## Familie
Carl Meinhof war der Großonkel (der Bruder des Großvaters) von Ulrike Meinhof.

## Schriften (Monographien)
- Grundriss einer Lautlehre der Bantusprachen nebst Anleitung zur Aufnahme von Bantusprachen (= Abhandlungen für die Kunde des Morgenlandes. 11, 2). Brockhaus, Leipzig 1899.
- Die Christianisierung der Sprachen Afrikas (= Basler Missionsstudien. 28, ZDB-ID 515627-0). Verlag der Basler Missionsbuchhandlung, Basel 1905.
- Grundzüge einer vergleichenden Grammatik der Bantusprachen. Reimer, Berlin 1906 (2, völlig umgearbeitete Auflage. Eckhardt & Messtorff, Hamburg 1948 (posthum erschienen)).
- Lehrbuch der Nama-Sprache. (= Lehrbücher des Seminars für Orientalische Sprachen zu Berlin. 23, ZDB-ID 513535-7). Reimer, Berlin 1909.
- Die Sprache der Herero in Deutsch-Südwestafrika (= Deutsche Kolonialsprachen. 1, ZDB-ID 1007119-2). Reimer, Berlin 1909.
- Die Sprache der Suaheli in Deutsch-Ostafrika (= Deutsche Kolonialsprachen. 2). Reimer, Berlin 1910.
- Die Sprachen der Hamiten (= Abhandlungen des Hamburgischen Kolonialinstituts. 9 = Abhandlungen des Hamburgischen Kolonialinstituts. Reihe B: Völkerkunde, Kulturgeschichte und Sprachen. 6, ZDB-ID 500919-4). Friederichsen, Hamburg 1912.
- Die Sprache der Duala in Kamerun (= Deutsche Kolonialsprachen. 4). Reimer, Berlin 1912.
- Eine Studienfahrt nach Kordofan (= Abhandlungen des Hamburgischen Kolonialinstituts. 35 = Abhandlungen des Hamburgischen Kolonialinstituts. Reihe B: Völkerkunde, Kulturgeschichte und Sprachen. 20). Friederichsen, Hamburg 1916.
- als Herausgeber: Afrikanische Märchen. Diederichs, Jena 1917
- Die Entstehung flektierender Sprachen. Eine Untersuchung. Reimer u. a., Berlin 1936.